# Vyškovce
Vyškovce – wieś (obec) na Słowacji położona w kraju preszowskim, w powiecie Stropkov. Pierwsze wzmianki o miejscowości pochodzą z roku 1414.
Według danych z dnia 31 grudnia 2012, wieś zamieszkiwało 137 osób, w tym 73 kobiety i 64 mężczyzn.
W 2001 roku rozkład populacji względem narodowości i przynależności etnicznej wyglądał następująco:
- Słowacy – 85,23%
- Czesi – 1,34%
- Rusini – 12,75%
- Ukraińcy – 0,67%

Ze względu na wyznawaną religię struktura mieszkańców kształtowała się w 2001 roku następująco:
- Katolicy rzymscy – 3,36%
- Grekokatolicy – 83,89%
- Prawosławni – 12,08%
- Nie podano – 0,67%